# Beszterce (település)
Beszterce (románul Bistrița, németül Bistritz, korábban Nösen) város Romániában, Erdélyben. Egykor Beszterce-Naszód vármegye, ma Beszterce-Naszód megye székhelye.

## Fekvése
Kolozsvártól 110 km-re északkeletre, a Beszterce folyó partján fekszik.

## Nevének eredete
Nevét a rajta átfolyó folyóról kapta, és ez a szláv bîstro szótőből ered, jelentése gyors. Ebből a szótőből ered a Bistrica név, ami gyorsfolyású folyócskát jelent az -ica kicsinyítőképző miatt.

## Története
Pleisztocén kori emberi és állati leletekről nem tudunk eddig, de a közeli Nagy-Budakon a homokkőben falevelek és más növények lenyomatai őrződtek meg. A kora neolitikumban a Körös kultúra emberei lakták, a késő neolitikum/kora rézkor idején talán az Iclod csoport emberei népesítették be területét. A késő rézkor/kora bronzkor idején a Coțofeni kultúra emberei laktak itt, akiket a középső- és késő bronzkori Wietenberg-kultúra emberei, majd a késő bronzkori Noua kultúra emberei követtek. 2014 késő őszén Beszterce eredeti helyén, az észak felé található erdős dombon, a Vásár dombján egy fémdetektoros arany-ezüst ötvözetből-elektrumból-készített, a Wietenberg-kultúrához tartozó csészét lelt, ez Erdély legkorábbi fémcsészéje és egyúttal a Wietenberg-kultúra művészien díszített és egyetlen ebből az ötvözetből készített csészéje. Az égetéses és csontvázas temetőjükben egy a Napot jelképező spirálisokkal díszített, égetett emberi csontokat és hamut tartalmazó urna töredékeit lelték meg. A Noua kultúrát a kora vaskori Gáva kultúra emberei követték, majd kelták, dákok és rómaiak települése lett. Valószínűleg a dákok verték a város határában pár éve lelt, a római köztársaság ezüstpénzeit ügyetlen módon utánzó ezüstpénzeket. A római adminisztráció és katonaság 271-275 közt a római Daciaból történt kivonulása után a germán nyelvű gótok, őket követően pedig a szintén germán nyelvű gepidák telepedtek meg Beszterce területén, ez utóbbiak temetőjéből szép drágafém és bronz ékszerek kerültek elő. E gepidák valószínűleg lassan beolvadtak az Erdélybe betelepülő szlávokba, akik Beszterce területén is megtelepedtek. A szlávokat őseink követték a terület lakóiként, Besenyőbe, amelyik ma Besztece egyik negyede, az 1068-as kerlési avagy cserhalmi csata után török nyelvű besenyőket telepített a magyar király.
Nem tisztázott, hogy a szászok bányászok, akik Nösen néven alapítottak várost, mikor települtek ide; Thomas Nägler a 12–13. századra teszi. Kulcsár Péter a 12. század közepe utánra teszi Beszterce szászok általi betelepítését.
Először 1241-ben említik a várost-ekkor és 1284-ben a török nyelvű tatárok felégették a várost.
Beszterce Károly Róbert alatt fejlődött leginkább. 1330-tól szabad királyi város. 1452-ben 25 helységgel együtt leválasztották Doboka vármegyéről, és önálló grófság lett. 1453-ban a városban Hunyadi János várat épített-ez ma a volt Magnolia cukrászda és a hozzá kapcsolodó posta, meg egyéb épületek-üzletek helyén volt. 1458-ban Szilágyi Mihály az ellene fellázadt várost felégette. 1464-ben Mátyás megszüntette a Besztercei grófságot. Ekkor a humanista műveltség egyik központja volt, itt nyomtatták ki Bonfini több munkáját is. 1465-ben a várat a város lebontotta, és a várost erősítette meg falakkal és 10 bástyával. A lebontott vár helyén vagy tőle pár tíz méterrel északra az 1990-es években egy lakos kertjéből 12, III. Zsigmond lengyel király által veretett ezüstpénz került elő, ezek két magángyűjteményben és a besztercei múzeumban találhatók, közöletlenek. 1530-ban Péter moldvai vajda eredménytelenül ostromolta Beszterce városát.
1596-ban a városnak már gimnáziuma volt. 1602-ben Basta seregei vették be, 1603-ban Székely Mózes ostromolta. 1661-ben elfoglalta a török, de a század végén felszabadult. 1705-ben Rákóczi vezére Pekry Lőrinc dúlta fel. 1717-ben a tatárok rabolták ki.
1848. december 31-én Bem serege kiszorította a városból a császári sereget. 1849. február 21-én itt verte szét Urban ezredes seregét. Június 25-én az oroszok rohammal bevették, de 26-án Bem visszafoglalta. Falait 1856-ban kezdték bontani, ma már csak a Bognár-torony és falmaradványok állnak.
1910-ben 13 236 lakosából 5835 német (44%), 4470 román (33,77%), 2824 magyar (21,33%) volt.
2002-ben 81 259 lakosából 73 613 román (90,59%), 5204 magyar (6,40%), 1958 cigány (2,40%) és 484 egyéb (0,59%) volt.

## Látnivalók

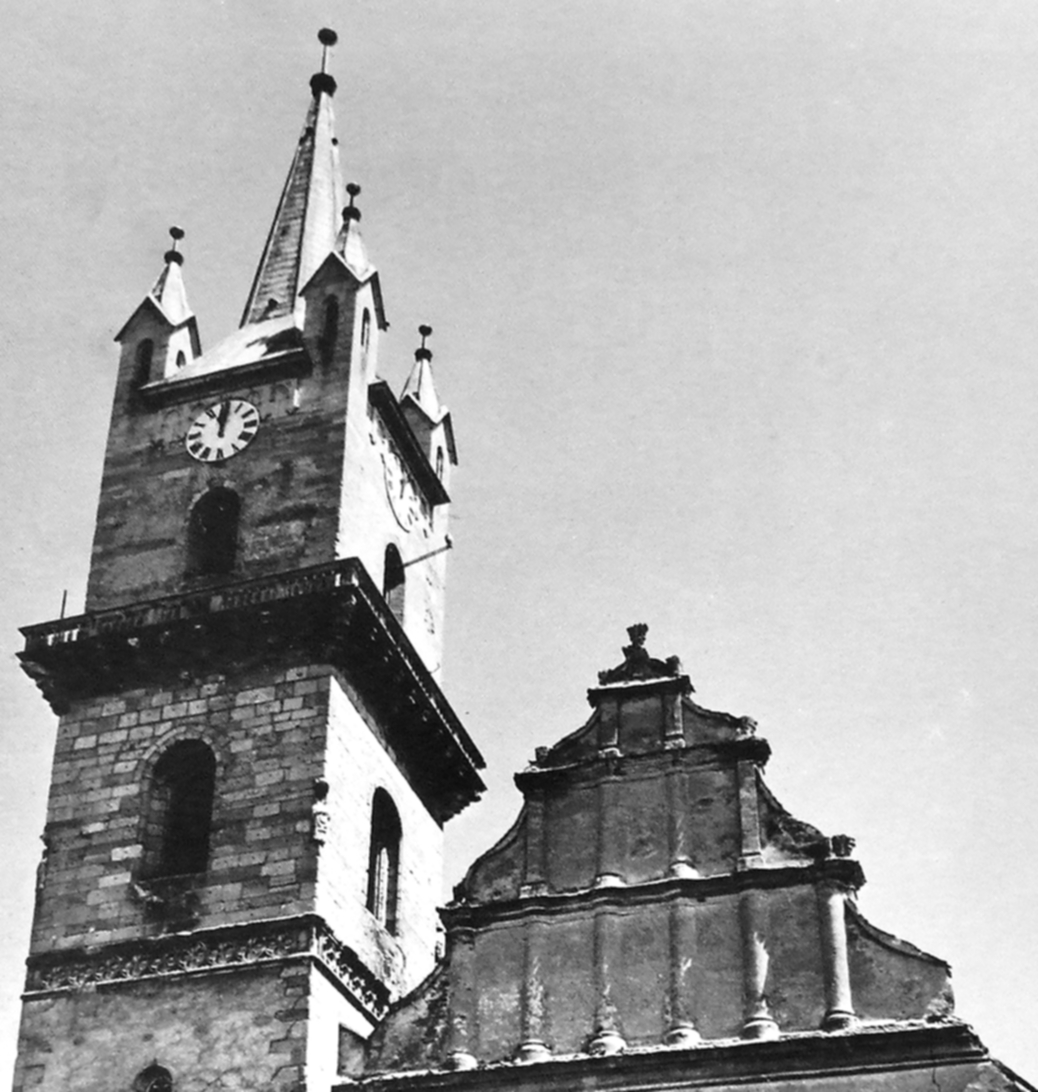
Az evangélikus templom

- Főterén áll az 1563-ban épített impozáns gótikus szász evangélikus templom, 76 m-es tornya a legmagasabb templomtorony volt Erdélyben. A templomot a századok során barokk és reneszánsz elemekkel egészítették ki. Kőből faragott szószéke 16. századi. 16.-17. századi keleti szőnyegeit szász kereskedők adományozták.
2008. június 11-én, 17 órakor, gyújtogatás eredményeként meggyulladt a templom tornya és fedélszékének egy része. Az elharapózó tüzet csak három óra leforgása után sikerült megfékezni a tűzoltóknak. A város központjában álló épület 150 év után másodszor vált a tűz prédájává, a károk megközelítették az egymillió eurót.[7] A gyújtogatást három, 13 és 15 év közti cigány gyerek követte el, akik eredetileg rezet és ólmot lopni törtek be a templomba.[8]

- A 15. századi lábasházak-más néven Búzasor-gótikus árkádsorai alatt folyt a középkorban a kereskedelem, a város a Moldvába vezető Borgói-hágó közelsége miatt jelentős kereskedelmet folytatott. Az evangélikus parókia homlokzatán látható Szent Miklós püspök, a templom védőszentjének szobra. A parókia udvarán lévő, egyre inkább leromló épületek gótikus stílusban épültek, festmények is voltak itt, amelyek a savasság hatása miatt leperegtek. A parókia bejáratától mintegy 20 m-re nyugatra Tatár Árpád régész 2012. augusztus 6-án egy reneszánsz ajtó- vagy ablakkeret felső részét találta meg, amit egyszerűen kivettek valahonnan és kitettek a járdára. A Búzasor keleti végénél nyíló és észak felé tartó kis utca bal oldalán, az utolsó ház küszöbének bal oldalán egy középkori templom oszlopának kerek talapzata került elő 2015 tavaszán a vezetékfektetési munkálatok alkalmával. Ott maradt kb. 20 cm-re beépítve a ház alapjába és leaszfaltozva.
- A gótikus stílusú domonkos kolostor még álló épületrésze ma öregotthon. Más részeit és templomát évszázadokkal ezelőtt lebontották. Az apácák által lakott épületek egy része még áll, más részeket lebontottak a régebbi időkben. Tatár Árpád régész az épület keleti, befalazott bejárata előtt egy faragott követ talált 2015 áprilisa elején, a vezetékfektetési munkálatok alkalmával, ezt valamikor lépcsőnek tették ide. Gótikus és reneszánsz kövek a város régi  központjának számos  házába megtalálhatók beépítve,  főleg a szűk átjáróutcák  befalazott és most már pár év óta levakolt bejárataiban, ablakaiban. Több kapualj a barokk időkből származó kapubejárattal rendelkezik.
- A kultúrotthon restaurálásakor, az előtte álló téren egy bástya romjait találták meg, körvonalait a felszínen kövekből rakták ki.
- Az ezüstműves háza reneszánsz stílusban épült és a Búzasor utcáján található, ettől keletre.
- Kőműves János háza a  sétálóutcán látható, a város főterén és az 1400-as évek gótikus stílusában épült, később átalakították.
- A Magyar utcán található Oroszlános ház egy szász hentesmester lakása volt, ma múzeum-, kiállítótér-,  turisztikai információs  központ- és emléktárgyak vásárlóhelyeként ismert.
- Beszterce Mátyás kori címere, amin Dalmácia, Csehország és a Corvinok címere láthatók, a régi postával szemben levő saroképület emeletének tornácán található, másodlagosan beépítve.
- A római-katolikus templom  az 1700-as években épült, tőle pár háznyira keletre, az egyik ház  homlokzatán  Szűzanya és Jézus szobor látható.
- A város régi központjában hat épületen figyelhető meg magyar és német nyelvű vastábla, amelyeken az Adriai-tenger szintjéhez mérten irta egykor a magassági szintet. Mára sajnos csak kettőn maradt meg a magasság jelzése, a többiről letörték.
- A ferences templom 1270 körüli, gótikus  stílusu, 15. századi falfestményei vannak. A templom később a görögkatolikusoké, majd az ortodoxoké lett.
- A városi múzeumban színvonalas történeti, etnográfiai, geológiai és biológiai kiállítás látható.

## Híres emberek
- Itt született 1485 körül Kretschmer Lőrinc erdélyi szász származású magyar pap, politikus, 1513-tól székesfehérvári prépost, I. Ferdinánd magyar király gyermekeinek nevelője.
- Itt született 1785-ben Teleki Ferenc költő, az MTA tiszteleti tagja
- Itt született Gottlieb Budacker (1825–1867)
- Itt született 1869. március 26-án Gustav Kisch, vagy Gustav Oswald Kisch (Beszterce, 1869 március 26 - Kolozsvár, 1938. június 1.) - nyelvész, germanista és protestáns teológus, természettudós, a német nyelv és irodalom professzora Kolozsváron.
- Itt született 1892-ben Haynal Imre orvos, a magyar belgyógyászat jeles alakja.
- Itt született 1898-ban Weiss Soma orvos.
- Itt született 1898 november 17-én Orendy Norbert csendőrezredes.
- Itt született 1910. március 16-án Földes Ferenc filozófus.
- Itt született 1910. november 16-án Szilvássy Margit opera-énekesnő.
- Itt született 1928. május 20-án Kiss-Bitay Éva romániai magyar pedagógus, biológus, biológiai szakíró.
- Itt született 1975. november 14-én Szabó Gabriella nemzetközi hírű, román állampolgárságú, magyar nevű, de magát románnak valló atléta.

## Sport
Beszterce labdarúgócsapata az 1922-ben alapított ACF Gloria Bistrița, amely jelenleg a Liga V-ben játszik.

## Testvérvárosok
- Besançon – Franciaország

1997-ben kezdeményezett testvérvárosi kapcsolat. Az egyezmény 1997. május 27-én lett aláírva.
- Zielona Góra – Lengyelország

A kapcsolat 1996-ban vette kezdetét az ECOS – OVERTURE program keretén belül, amiben Beszterce partnerei voltak: Montreuil – Franciaország, Cottbus – Németország és Zielona Góra – Lengyelország. Az egyezmény 2001-ben lett aláírva.
- Columbus – Amerikai Egyesült Államok

Az együttműködési kapcsolat 1998 októberében kezdődött. Az egyezmény 2003-ban lett aláírva.
- Herzogenrath – Németország

A baráti és együttműködési kapcsolat kezdete Herzogenrath lakóival és képviselőivel az 1990-es év elejére datálható. Az egyezmény 2005. július 16-án lett aláírva.
- L’Aquila – Olaszország

A baráti és együttműködési kapcsolat kezdete L’Aquila lakóival és képviselőivel a 2001-es év elejére datálható. Az egyezmény 2006. július 15-én lett aláírva.

## Képek a városból

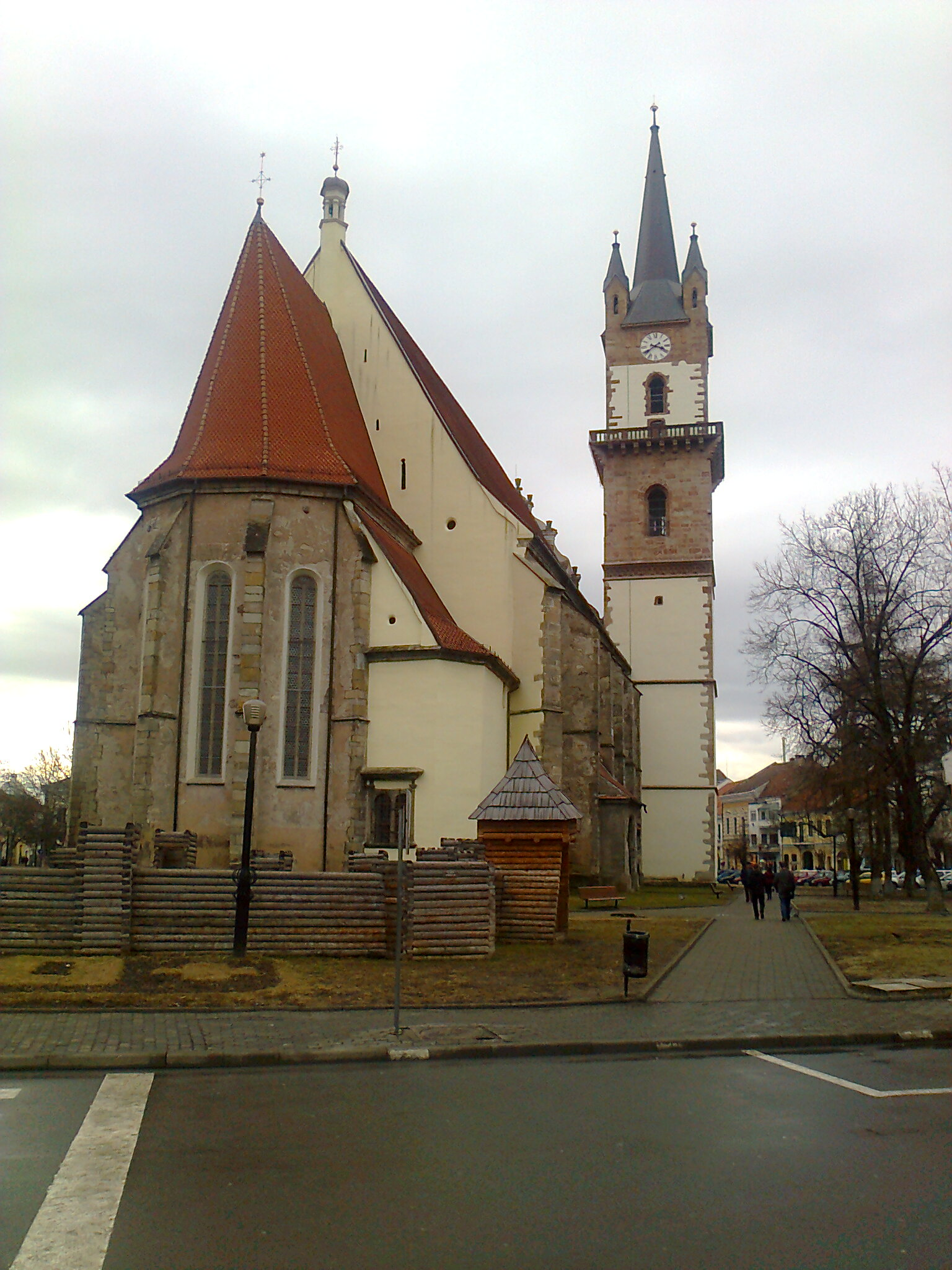
A felújított evangélikus templom
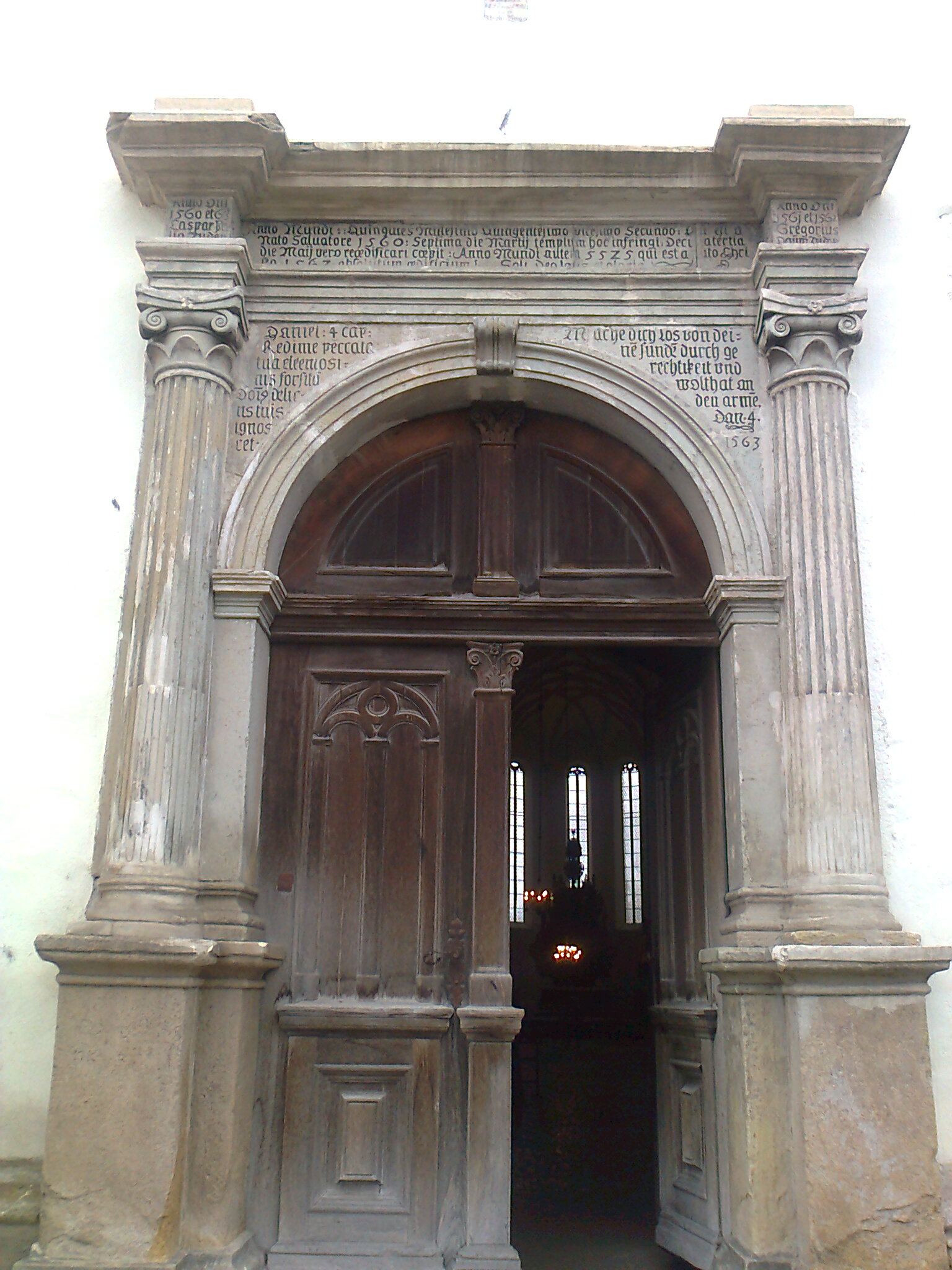
Az evangélikus templom bejárata
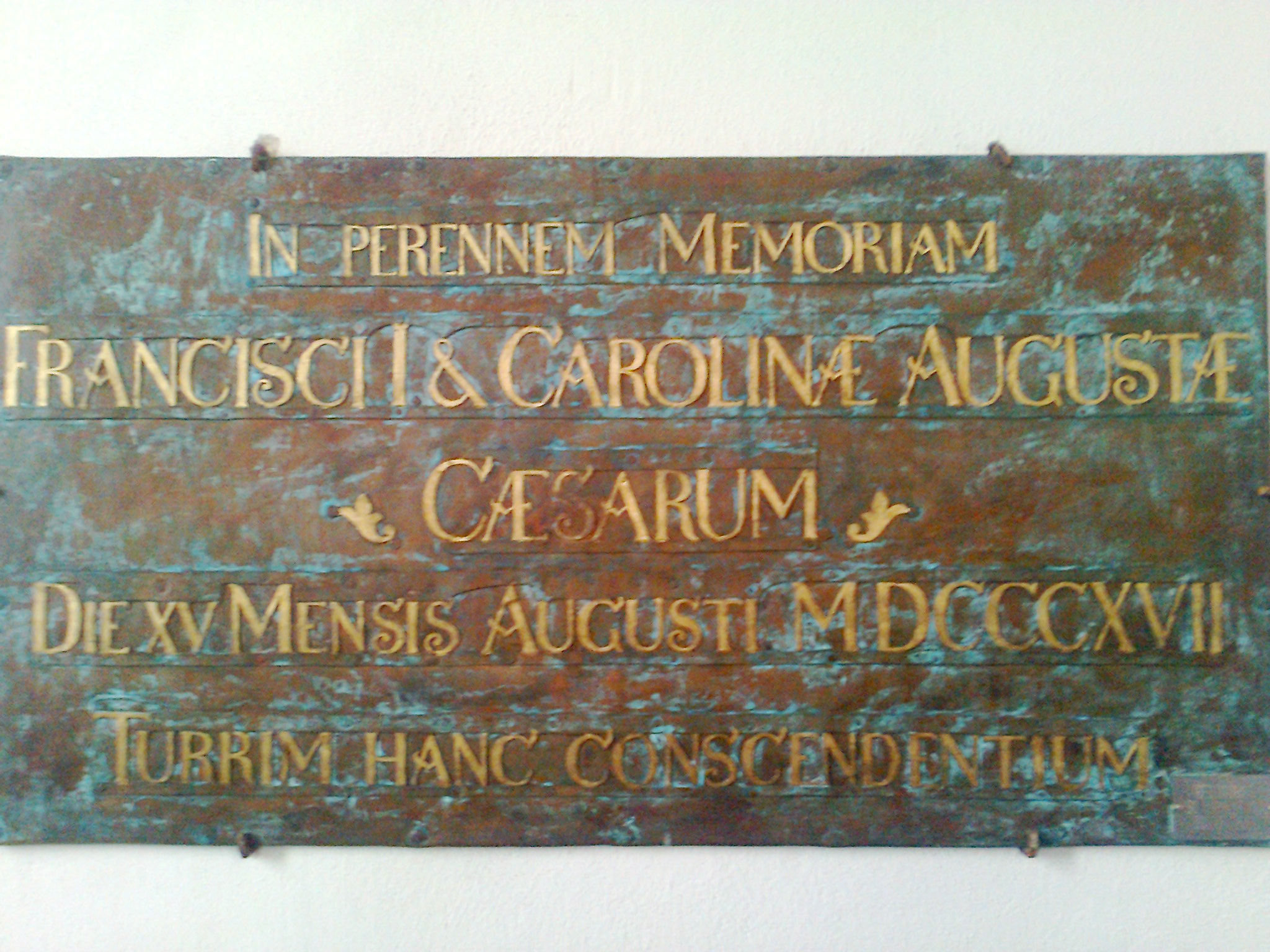
Emléktábla az evangélikus templom tornyában I. Ferenc császár 1817-es látogatása alkalmából
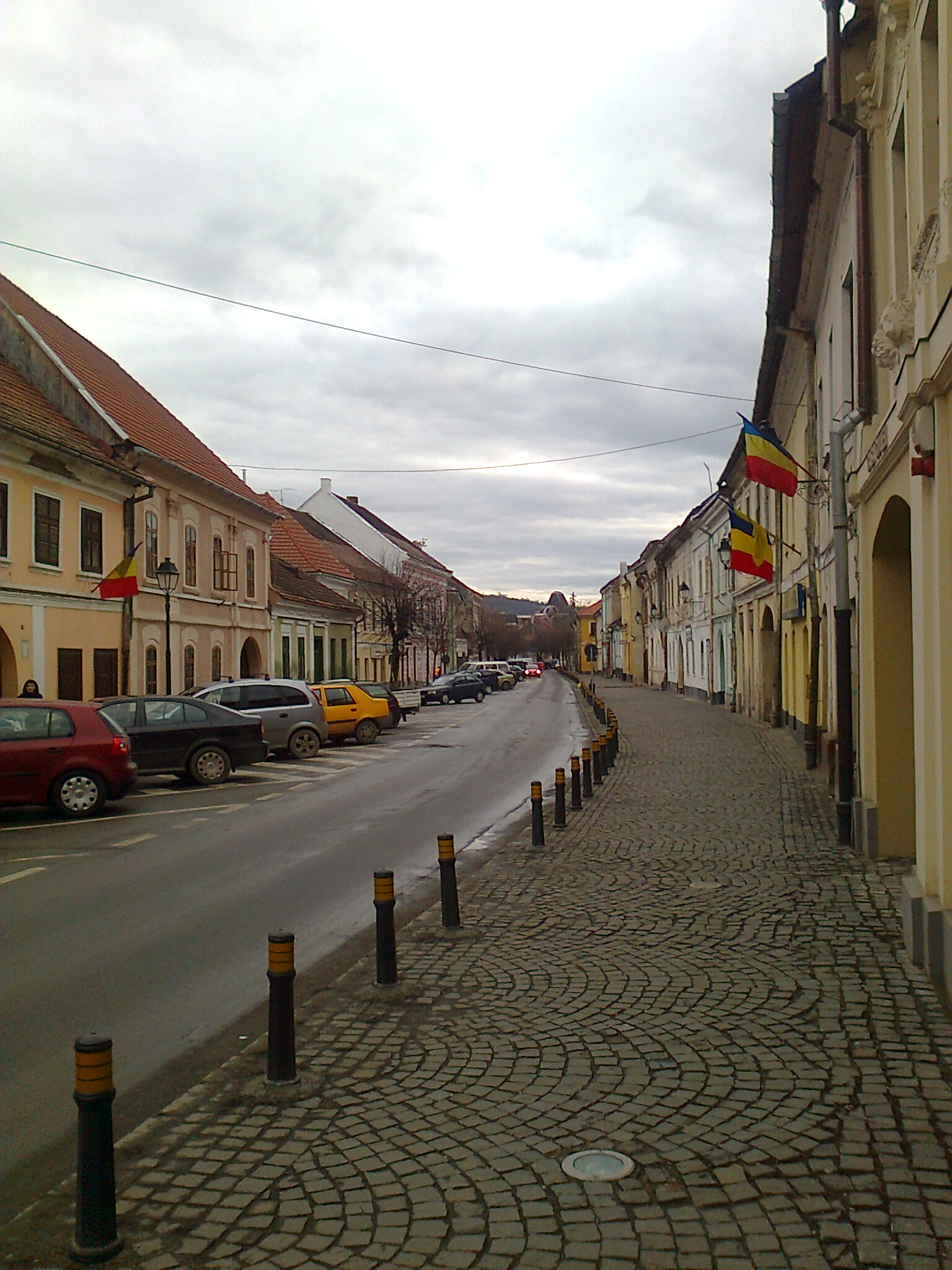
Magyarok utcája

### Látképek az evangélikus templom tornyából

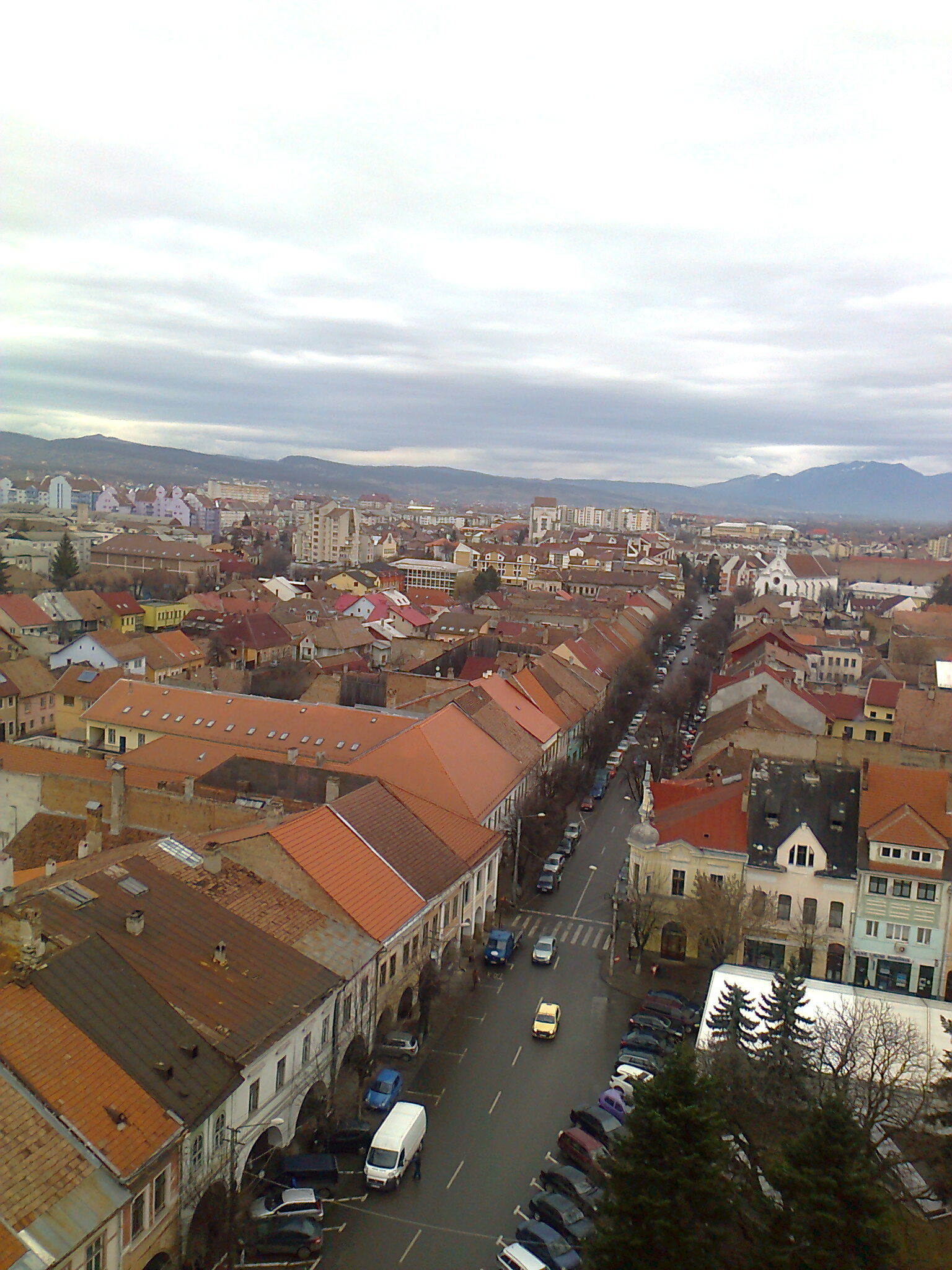
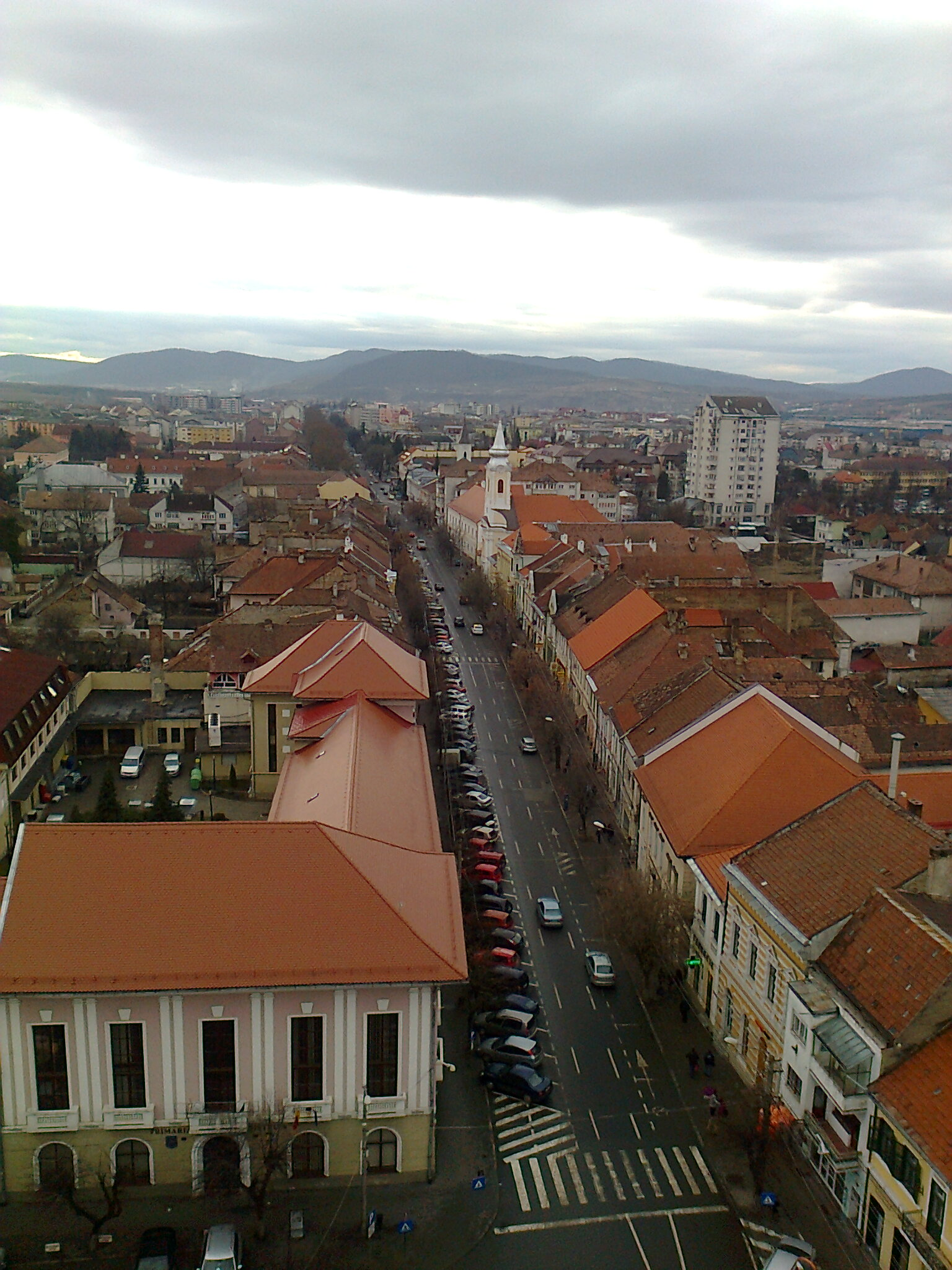
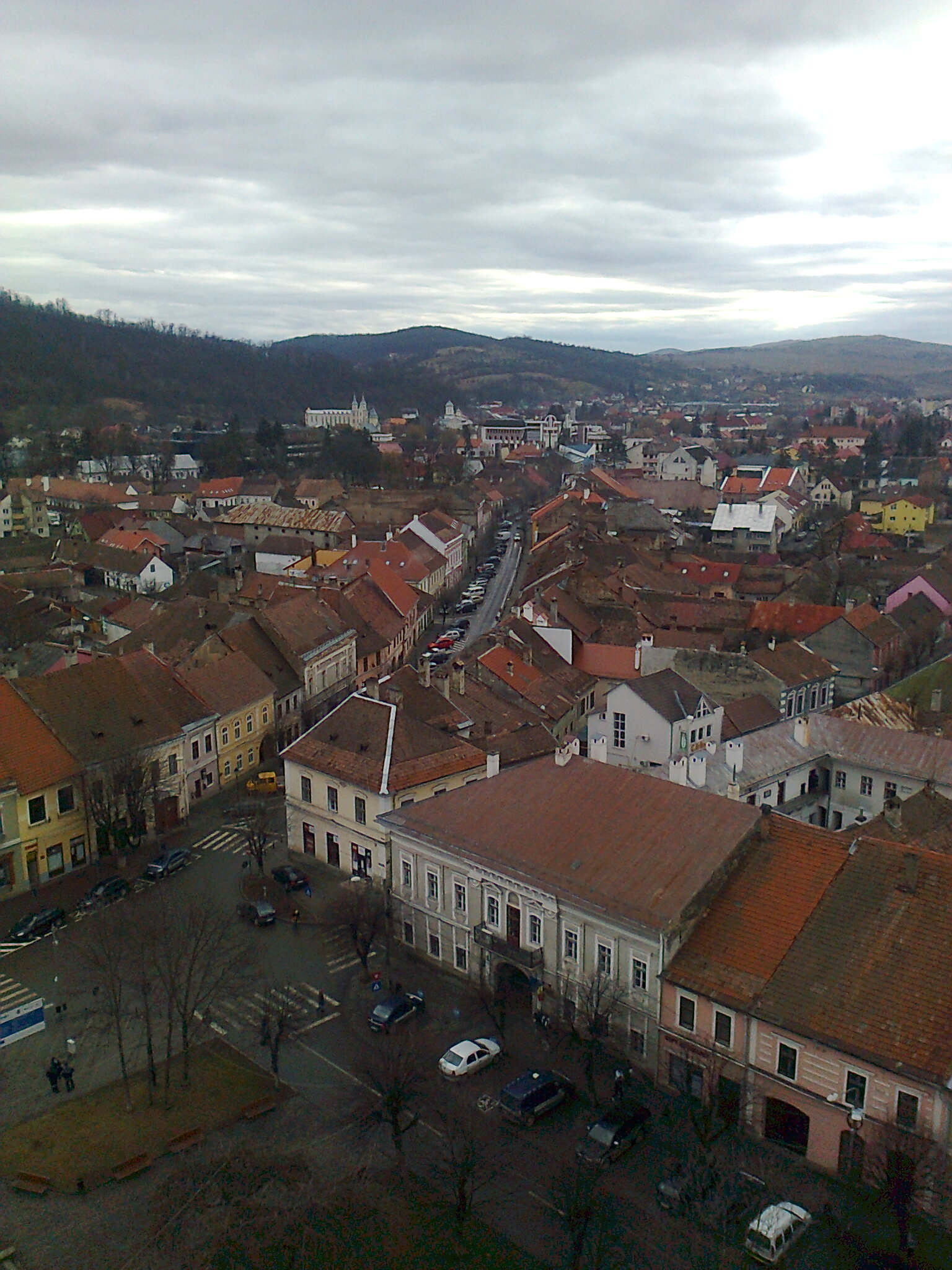
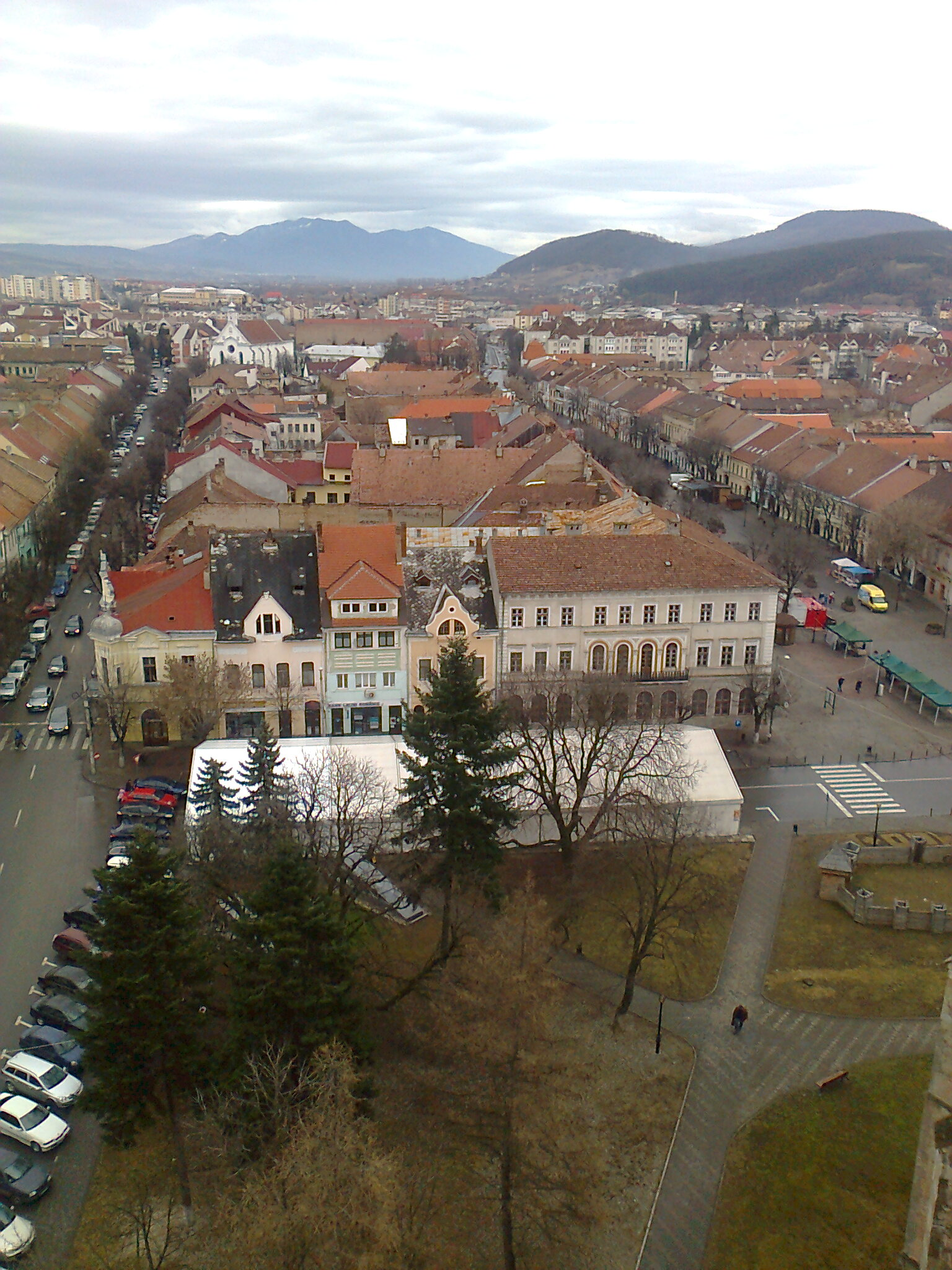